# Charles-François Poerson
Pour son père, voir Charles Poerson.
Charles François Poerson (aussi écrit Poërson) est un peintre français né à Paris en 1653, mort à Rome en (Italie) le 2 septembre 1725. 

## Biographie
Charles-François Poerson est le fils de Charles Poerson (Metz, 1609-Paris, 1667) et de Françoise-Marguerite Bruyant (Paris, vers 1610-Metz, 1670).
Élève de son père Charles Poerson, lui-même ancien élève de Simon Vouet, il a notamment participé à la décoration de l'hôtel des Invalides, puis, après sa mort, en 1667, de Noël Coypel, professeur de l'Académie royale de peinture et de sculpture depuis 1664. Charles-François Poerson étudie alors à l'Académie royale de peinture et de sculpture. Le 29 octobre 1672, l'Académie se réunit pour juger des progrès des étudiants, Alexandre, Jean-Baptiste Jouvenet, Charles-François Poerson, Michel Monier, Jean Tortebat. Elle décide qu'ils sont en état de poursuivre leurs études en Italie suivant la décision du roi. Il fait le voyage à Rome avec Noël Coypel. Charles-François Poerson est à Rome en 1673 et participe au concours de l'Accademia di San Luca dont il est un des lauréats. En 1676, après l'élection de Charles Le Brun comme prince de l'Accademia di San Luca, une union est envisagée entre l'Académie royale de peinture et de sculpture et l'Accademia di San Luca. Colbert a obtenu de Louis XIV des lettres patentes pour cette union. Charles Le Brun a rédigé un règlement approuvé par Rome le 31 janvier 1677. Cette possibilité d'une union a été le sujet du tableau de réception à l'Académie royale peint par Charles-François Poerson et d'une sculpture de François Lespingola.
Le 6 février 1677, il demande à l'Académie royale de peinture et de sculpture s'il peut être reçu par l'Académie. Un tableau représentant la fable d'Io est présenté à l'Académie. L'Académie décide qu'il devra peindre un tableau sur un sujet donné par Charles Le Brun.
Il a été reçu à l'Académie royale de peinture et de sculpture le 30 janvier 1682 en présentant à l'Académie le tableau qui lui a été demandé pour sa réception représentant la Jonction de l'Académie de France avec celle de Rome. Le 6 mars 1688, Georges Guillet de Saint-George fait une conférence pour expliquer le tableau représentant la Jonction des Académies de France et de Rome donné par Charles-François Poerson à l'Académie pour sa réception, mais à cette date, cette union entre les deux académies n'est plus d'actualité.
Le 20 décembre 1687, il est élu adjoint professeur en remplacement de Louis Licherie de Beurie, le 31 juillet 1688 dans la même fonction en remplacement de Jean-Baptiste Tuby, pendant un mois. Le 13 août 1695, il est nommé professeur en remplacement de René-Antoine Houasse. 
Il est directeur de l'Académie de France à Rome, de 1704 à sa mort, en 1725. Il fut aussi membre et Principe (directeur) de l'Accademia di San Luca à Rome, en 1714 et en 1718.
Il est enterré à Rome dans l'église Saint-Louis-des-Français. Son tombeau est attribué au sculpteur Pierre de L'Estache, directeur de l'Académie de France à Rome de 1737 à 1738.
Les traits de Charles-François Poerson nous restent connus par le portrait qu'en grava Étienne Jehandier Desrochers d'après Nicolas de Largillierre (un exemplaire en est conservé au Victoria and Albert Museum de Londres). Au château de Fontainebleau, on voit de lui Dispute de Neptune et de Minerve, et à Versailles Union de l'Académie royale de Paris et de l'Académie de Saint-Luc à Rome.

## Famille
- Charles Poerson, recteur de l'Académie royale de peinture et de sculpture à partir du 6 juillet 1658[10], marié avec Françoise-Marguerite Bruyant dont deux enfants :  
  - Charles-François Poërson, marié à Paris le 21 avril 1692 avec Marie-Philiberte Chaillou (née à Paris vers 1677 et décédée à Rome en 1736), fille du maréchal des logis de la compagnie des gardes-suisses du roi, David Chaillou.
  - Marguerite-Françoise Poërson (1645-1708), mariée à Metz, en 1671, avec Charles Chéron (1641-1685), mère de Charles-Louis Chéron (1676-1745), peintre ordinaire du duc Léopold Ier de Lorraine.

## Œuvres
- Le Christ guérissant les malades à Gennésareth, May de Notre-Dame 1684, église Notre-Dame de Saint-Symphorien-de-Lay.
- Autoportrait, 1712, Rome, Accademia Nazionale di San Luca